# Kiara Rodriguez
Kiara Briggitte Rodriguez (Guayaquil, 12 dicembre 2002) è un'atleta paralimpica ecuadoriana specializzata nella velocità e nel salto in lungo. Compete nella categoria T46.

## Biografia
Nel 2019 ha partecipato ai Giochi parapanamericani di Lima conquistando la medaglia d'oro nel salto in lungo T47 e classificandosi settima nei 100 metri T47. Lo stesso anno ai campionati del mondo paralimpici di Dubai si laureò campionessa mondiale nel salto in lungo T46/T47. Nel 2024 conquista la medaglia d'oro nei 100 metri piani T47 e nel salto in lungo T47 alle Paralimpiadi di Parigi.
Dal 2015 è allenata da Jose Bernardo Valdes.

## Palmarès
| Anno | Manifestazione          | Sede   | Evento             | Risultato | Prestazione | Note                |
| ---- | ----------------------- | ------ | ------------------ | --------- | ----------- | ------------------- |
| 2019 | Giochi parapanamericani | Lima   | 100 m piani T47    | 7ª        | 12"85       |                     |
| 2019 | Giochi parapanamericani | Lima   | Salto in lungo T47 | Oro       | 5,52 m      |                     |
| 2019 | Mondiali paralimpici    | Dubai  | 200 m piani T47    | Finale    | dnf         |                     |
| 2019 | Mondiali paralimpici    | Dubai  | Salto in lungo T47 | Oro       | 5,25 m      |                     |
| 2021 | Giochi paralimpici      | Tokyo  | Salto in lungo T47 | Bronzo    | 5,63 m      | Record panamericano |
| 2023 | Mondiali paralimpici    | Parigi | 100 m piani T47    | Oro       | 12"17       |                     |
| 2023 | Mondiali paralimpici    | Parigi | Salto in lungo T47 | Oro       | 6,23 m      | Record mondiale     |
| 2024 | Mondiali paralimpici    | Kōbe   | 100 m piani T47    | Oro       | 12"27       |                     |
| 2024 | Mondiali paralimpici    | Kōbe   | Salto in lungo T47 | Oro       | 6,17 m      |                     |
| 2024 | Giochi paralimpici      | Parigi | 100 m piani T47    | Oro       | 12"04       |                     |
| 2024 | Giochi paralimpici      | Parigi | Salto in lungo T47 | Oro       | 6,05 m      | Record paralimpico  |